# Wilson Chebet
Wilson Kwambai (Wilson) Chebet (Marakwet, 12 juli 1985) is een Keniaanse langeafstandsloper, die gespecialiseerd is in de halve marathon. Hij liep de halve marathon viermaal binnen het uur. Hij schreef enkele grote wegwedstrijden op zijn naam.

## Loopbaan
Zijn eerste succes behaalde Chebet in 2007 met het winnen van de Route du Vin. Twee jaar later won hij de 20 van Alphen en behaalde hij op het wereldkampioenschap halve marathon een zesde plaats in 1:00.59.
In 2010 debuteerde hij op de marathon bij de marathon van Amsterdam. Hij eindigde gelijk op een tweede plaats in 2:06.12. Deze tijd geldt als tweede debuuttijd. Alleen Evans Rutto debuteerde in 2003 sneller met het winnen van de Chicago Marathon in 2:05.50. In 2011 behaalde hij het grootste succes van zijn sportieve loopbaan met het winnen van de marathon van Rotterdam. Een kleine kilometer voor de meet liep hij alleen nog met Vincent Kipruto. Chebet besloot voor eigen kansen te gaan. Hij bouwde een kleine voorsprong en versloeg met 2:05.27 zijn landgenoot Kipruto met zes seconden.
Ook in 2012 en 2013 wist Chebet de marathon van Amsterdam te winnen wat hem de bijnaam "Mister Amsterdam" opleverde.

## Persoonlijke records
| Onderdeel      | Prestatie | Datum             | Plaats         |
| -------------- | --------- | ----------------- | -------------- |
| 10 km          | 27.33     | 9 november 2008   | New Delhi      |
| 15 km          | 41.44     | 20 februari 2009  | Ras Al Khaimah |
| 20 km          | 57.33     | 11 oktober 2009   | Birmingham     |
| halve marathon | 59.15     | 13 september 2009 | Rotterdam      |
| 25 km          | 1:13.43   | 10 april 2011     | Rotterdam      |
| 30 km          | 1:28.44   | 10 april 2011     | Rotterdam      |
| marathon       | 2:05.27   | 10 april 2011     | Rotterdam      |

## Palmares

### 5000 m
- 2010: 9e Keniaanse kamp. in Nairobi - 13.40,85

### 5 km
- 2006:  PVI Runfest in Fairfax - 14.21

### 10 km
- 2005:  Montereau - 28.30
- 2006:  Medical Center Classic in Bowling Green - 29.11
- 2006:  Youngstown Peace Race - 29.30
- 2006:  Ibm Uptown Classic 10K - 30.25
- 2007:  Prueba Urbana de Iurreta - 30.05
- 2007:  La Coruna - 28.49
- 2010:  TD Banknorth Beach to Beacon in Cape Elizabeth - 27.44,5
- 2013: 4e World's Best in San Juan - 29.01

### 15 km
- 2005:  Athletics Kenya in Eldoret - 42.28
- 2006:  Gran Fondo Nacional Villa de Masamagrell - 46.07

### 10 Eng. mijl
- 2006:  Crim Festival Of Races - 47.11
- 2013:  Tilburg Ten Miles - 46.26

### 20 km
- 2007:  Marseille-Cassis (20,3 km) - 59.24
- 2008:  Marseille-Cassis (20,3 km) - 1:00.00
- 2009:  20 van Alphen - 57.01

### halve marathon
- 2005:  halve marathon van Morlaix - 1:04.25
- 2006:  Fleet Week Half Marathon - 1:03.34
- 2006:  halve marathon van Ribarroja - 1:03.06
- 2006:  halve marathon van Azpeitia - 1:04.07,8
- 2006:  halve marathon van Málaga - 1:03.05
- 2006:  America's Finest City Half Marathon (San Diego) - 1:02.38
- 2006: 4e Rock 'N' Roll Half Marathon (Virginia Beach) - 1:04.02
- 2007:  halve marathon van Ribarroja - 1:01.49
- 2007:  halve marathon van Málaga - 1:01.31
- 2007:  halve marathon van La Laguna - 1:05.01
- 2007:  Route du Vin - 1:00.13
- 2007:  halve marathon van Santa Cruz de Tenerife - 1:04.00
- 2007:  halve marathon van Lagos - 1:03.18
- 2007: 4e halve marathon van Ras al-Khaimah - 59.32
- 2008:  halve marathon van Granollers - 1:01.12
- 2008:  halve marathon van Barcelona - 1:01.23
- 2008: 4e halve marathon van Parijs - 1:01.10
- 2008:  halve marathon van Ribarroja - 1:03.00
- 2008:  halve marathon van Rotterdam - 59.33
- 2008:  halve marathon van New Delhi - 59.34
- 2008:  halve marathon van Granollers - 1:01.12
- 2009: 4e halve marathon van Ras al-Khaimah - 59.32
- 2009:  halve marathon van Pardubice - 1:00.49
- 2009:  halve marathon van Rabat - 1:00.41
- 2009:  halve marathon van Bogota - 1:03.14
- 2009: 5e halve marathon van Rotterdam - 59.15
- 2009: 6e WK in Birmingham - 1:00.59
- 2010: 6e halve marathon van Abu Dhabi - 1:00.31
- 2010:  halve marathon van Praag - 1:01.26
- 2010:  halve marathon van Göteborg - 1:01.22
- 2011:  halve marathon van Bogota - 1:04.49
- 2012:  halve marathon van Bogota - 1:03.18
- 2012: 11e halve marathon van Ras al-Khaimah - 1:03.40
- 2016:  halve marathon van New York - 1:01.35
- 2018: 9e halve marathon van New York - 1:03.37
- 2019: 7e halve marathon van Cardiff - 1:01.44

### marathon
- 2010:  marathon van Amsterdam - 2:06.12
- 2011:  marathon van Rotterdam - 2:05.27
- 2011:  marathon van Amsterdam - 2:05.53
- 2012: 5e Boston Marathon - 2:14.56
- 2012:  marathon van Amsterdam - 2:05.41
- 2013:  marathon van Amsterdam - 2:05.36
- 2014:  Boston Marathon - 2:08.48
- 2014:  marathon van Honolulu - 2:15.35
- 2015:  Boston Marathon - 2:10.22
- 2015: 5e marathon van Amsterdam - 2:08.45
- 2015:  marathon van Honolulu - 2:12.47
- 2016: 12e marathon van Amsterdam - 2:08.19
- 2016:  marathon van Honolulu - 2:10.49
- 2017: 5e Boston Marathon - 2:12.35
- 2019: 14e marathon van Eindhoven - 2:18.43

1. ↑  Amsterdammers zijn gek op 'hun' Keniaan https://www.trouw.nl/nieuws/amsterdammers-zijn-gek-op-hun-keniaan~b89b46be/